# S-Bahn Koroška
S-Bahn Koroška (nemško S-Bahn Kärnten) je regionalni prometni sistem v avstrijskih zveznih deželah Koroška in Vzhodna Tirolska. Sistem upravljajo avstrijske zvezne železnice (ÖBB).
Trenutno ga sestavlja 5 prog S-Bahn (S1 do S5), ki so povezane z mestoma Celovec in Beljak. Pet S-Bahn prog dopolnjujejo štiri linije S-Bus, ki vozijo le od ponedeljka do petka dopoldne in popoldne na koridorjih, kjer S-Bahn ni na voljo.